# Tipologia linguística
A tipologia linguística se refere à classificação das línguas de acordo com suas características estruturais. Essa classificação tipológica é inteiramente independente da história das línguas em questão, embora as línguas com parentesco muito próximo também sejam muito parecidas em termos tipológicos.
Apesar de nem todas as línguas possuírem uma relação de parentesco próximo, elas compartilham entre si algumas propriedades presentes em todas as línguas humanas e outras que ocorrem apenas em uma parte delas. Este conjunto de propriedades linguísticas é denominado universais linguísticos.

## Universais linguísticos
Os universais linguísticos podem ser definidos como o conjunto de características gramaticais que se supõe que possam ser encontradas em todas ou na maioria das línguas . Isto é, os universais nada mais são que hipóteses que nos permitem saber como certos padrões linguísticos estão distribuídos nas línguas e se uma determinada língua irá apresentar este padrão ou não . Na área da Tipologia Linguística, a expressão "universais linguísticos" se refere aos fenômenos linguísticos que foram contabilizados por meio de estudos quantitativos. Para que um universal linguístico possa ser considerado como uma hipótese plausível, é necessário que sua formulação tenha sido baseada num grande número de dados provenientes de uma amostra representativa de diversas línguas. 
Os universais linguísticos, de acordo com Comrie (1981) , se propõem a descrever propriedades que sejam comuns a todas as línguas. Por outro lado, a Tipologia linguística se ocupa da classificação das línguas em diversos tipos (classes, famílias etc), portanto, para os estudos tipológicos é necessário que existam diferenças entre as línguas. Esta diferença entre universais linguísticos e a tipologia linguística pode causar a impressão de que estes dois campos de estudos são opostos entre si e possuem objetivos conflitantes. Entretanto, Comrie (1981)  defende que as duas áreas atuam de maneira paralela. Linguistas que se dedicam ao estudo dos universais investigando um grande número de línguas, de alguma maneira também estão interessados na área da tipologia. Além disso, parece muito difícil que possamos classificar algum trabalho feito sobre os universais que se enquadre de maneira restrita no âmbito dos universais da linguagem e não na tipologia e vice-versa. 
Podemos classificar os universais linguísticos de acordo com a variação que apresentam quanto ao seu domínio e modalidade. A variação relacionada ao domínio inclui dois tipos de universais: os não implicacionais (também chamados de irrestritos) e os implicacionais (também chamados de restritos). No que diz respeito à modalidade, temos universais absolutos e estatísticos e cada um dos dois domínios descritos anteriormente (universais não implicacionais e implicacionais) podem apresentar estas duas modalidades. 

### Universais não implicacionais (irrestritos)
Os universais não implicacionais nos permitem estabelecer hipóteses sobre certos fenômenos linguísticos que ocorrem em todas as línguas independentemente da existência de outras propriedades . Em outras palavras, podemos predizer se um elemento X pode ser encontrado numa determinada língua sem estabelecermos relação com outros itens desta mesma língua, já que a ocorrência de X não nos permite inferir se outro item estará presente nesta língua ou não.   
Um universal não implicacional pode ser absoluto ou estatístico. Considerando os exemplos apresentados por Moravcsik (2011), temos:
Universal não implicacional absoluto: se refere a uma propriedade linguística que deve necessariamente estar presente em todas as línguas naturais, sem exceções.  
Exemplo: Em todas as línguas, existem consoantes oclusivas. 
Universal não implicacional estatístico: se refere a uma propriedade que está presente na maioria das línguas mas não em todas. É uma propriedade provável de ocorrer nas línguas, mas não obrigatória. 
Exemplo: Na maioria das línguas, há consoantes nasais. 

### Universais implicacionais (restritos)
Os universais implicacionais (também chamados de restritos) são hipóteses que se referem a um subconjunto contextualmente delimitado dentro do universo das línguas humanas, segundo o qual a presença de um fenômeno está condicionado à presença de outro (Moravcsik, 2011). Ou seja, uma determinada propriedade pode ou deve estar presente numa língua se outra propriedade diferente também estiver. Por isso, com os universais implicacionais estabelecemos correlações entre determinados itens linguísticos na forma "se ocorre X, então ocorre Y".
Assim como os universais não implicacionais, os implicacionais também podem variar quanto à sua modalidade e serem absolutos ou estatísticos:
Universal implicacional absoluto: 
Exemplo: Em todas as línguas, se há o fonema /m/ então também haverá (na mesma língua) o fonema /n/. 
Universal implicacional estatístico:
Exemplo: Na maioria das línguas, se a ordem básica da sentença (em uma língua) é SOV, então (nesta mesma língua) os advérbios de modo precedem o verbo.  
Além disso, há uma variação no que diz respeito à direcionalidade dos universais implicacionais, pois eles podem ser declarações unidirecionais ou bidirecionais. 
Os universais implicacionais unidirecionais se referem a hipóteses que se manifestam nas línguas em sentido único. 
Exemplo: Se numa língua as orações relativas precedem o nome, haverá a possibilidade de que essa língua apresente sentenças com ordem OV. Porém, não é possível afirmar que todas as línguas que possuem ordem OV vão necessariamente apresentar orações relativas antepostas a nomes, pois existem línguas de ordem OV nas quais esse tipo de relativa não ocorre.
Os universais implicacionais bidirecionais se referem a hipóteses que se manifestam nas línguas em dois sentidos. Deste modo, se numa língua há o fenômeno X, também haverá Y. Logo, (no sentido oposto) se encontramos uma língua que possui o fenômeno Y, podemos esperar que ela também apresente X.
Exemplo: Se uma língua tem OV como ordem canônica da sentença, esperamos que ela apresente posposições e, se encontramos uma língua com posposições, esperamos que nela a ordem canônica da sentença seja OV.  
Os universais implicacionais, desde que foram propostos no estudo pioneiro de Joseph Greenberg, são considerados como uma das mais importantes contribuições trazidas pela pesquisa na área da Tipologia Linguística, pois eles seriam capazes de revelar uma relação de dependência  entre dois fenômenos linguísticos diferentes.  
Com relação à formulação destes universais, Comrie (1981) destaca que uma implicação universal sempre permite 4 possibilidades lógicas, sendo uma delas rejeitada. É importante que cada uma das 3 possibilidades aceitas esteja realmente representada nas línguas enquanto a quarta possibilidade, que foi rejeitada, não deve ocorrer, pois sua existência em uma língua já valeria como um contraexemplo para um determinado universal implicacional .
Observemos o exemplo abaixo sobre a presença e a ausência de pronomes reflexivos de 1ª, 2ª e 3ª pessoas verbais (Comrie, 1981, p.17):
- A presença de reflexivos de 1ªe 2ª pessoas será simbolizada por P e sua ausência por não -P
- A presença de reflexivos de 3ª pessoa será simbolizada por Q e sua ausência por não -Q
A formulação do universal seria então “se P, então Q” e a partir dele haveria 4 possibilidades:
a)     P e Q
b)     P e não –Q
c)     Não –P e Q
d)    Não –P e não –Q
Existem línguas, como o inglês, em que há reflexivos de 1ª e 2ª pessoas e de 3ª pessoa também (tipo (a)); no Francês, por exemplo, não há reflexivos de 1ª e 2ª pessoas mas há o de 3ª pessoa (tipo (c)); línguas como o Anglo-saxão não apresentam nem os reflexivos de 1ª e 2ª pessoas nem os de 3ª pessoa (tipo (d)); a possibilidade do tipo (b), em que uma língua apresentaria reflexivos de 1ªe 2ª pessoas mas não os de 3ª pessoa, é a única que não foi encontrada, sendo portanto a possibilidade rejeitada.
Considerando o esquema básico, "se X, então Y", as explicações atribuídas aos implicacionais pelos estudos tipológicos geralmente se baseiam em princípios funcionais que favorecem a ocorrência de Y(consequente) em detrimento de X (antecedente) . Tais afirmações estariam pautadas no fato de que X se refere a fenômenos que seriam muito menos frequentes nas línguas do que Y e por isso seriam mais dependentes de elementos que os tornassem mais claros (livres de ambiguidades). Talvez por este motivo Y possa estar presente numa língua mesmo que X não esteja, não sendo a correlação entre eles uma condição obrigatória para a ocorrência de Y numa língua. Se assumimos esta perspectiva, isso significa dizer que os fenômenos que são desfavorecidos por princípios funcionais, os do tipo X, só estarão presentes numa língua se aqueles que são favorecidos por esses princípios (do tipo Y) também estiverem. Desta forma, podemos compreender que haja correlação entre X e Y, pois a ocorrência de uma propriedade Y seria a condição prévia para a presença de X. 
No entanto, Cristofaro (2017) defende que a relação de dependência entre elementos que compõem um universal implicacional  é questionável, pois talvez ela não ocorra em todos os universais implicacionais propostos. Evidências resultantes de estudos diacrônicos indicam que os princípios funcionais que favorecem a ocorrência de Y e desfavorecem X (como a facilidade de processamento ou a economia, por exemplo) não parecem estar relacionados à sua configuração nas línguas.
Além disso, em muitos casos a relação de dependência entre X e Y não pode ser confirmada num universal implicacional porque, na realidade, eles não são fenômenos diferentes. Quando temos, por exemplo, uma língua em que há marcação gramatical explícita tanto do singular quanto do plural, estas marcas são, muitas vezes, oriundas de uma antiga marcação de gênero que evoluiu a partir de pronomes demonstrativos ou pessoais. Como estes pronomes tinham formas de singular e plural distintas, as marcas de gênero resultantes acabaram por indicar singular e plural além do gênero. Assim, a análise diacrônica nos revela que temos um mesmo processo que gerou diferentes formas de marcação de número nos nomes e, portanto, não haveria relação de dependência entre a marcação de plural e a de singular.